# Улица Нечуя-Левицкого (Чернигов)
Улица Нечуя-Левицкого (укр. Вулиця Нечуя-Левицького) — улица в Новозаводском районе города Чернигова, исторически сложившаяся местность (район) Старая Подусовка. Пролегает от улицы Крымская до улицы Победы.
Примыкают улицы Дмитрия Дорошенко, Московская, 21 Сентября.

## История
Улица 14-я колея проложена в конце 1950-х годов, была застроена индивидуальными домами.
В 1960 году улица получила современное название — в честь украинского писателя, публициста Ивана Семёновича Нечуя-Левицкого.

## Застройка
Улица пролегает в юго-западном направлении параллельно улицам Гагарина и Панаса Мирного. Парная и непарная стороны улицы заняты усадебной застройкой.
Учреждения: нет. 